# Delphinium pseudocyananthum
Delphinium pseudocyananthum är en ranunkelväxtart som beskrevs av Chang Y. Yang och B. Wang. Delphinium pseudocyananthum ingår i släktet storriddarsporrar, och familjen ranunkelväxter. Inga underarter finns listade i Catalogue of Life.